# L'incognita (commedia)
L'incognita è un'opera teatrale in prosa in tre atti di Carlo Goldoni scritta nel 1750 e portata per la prima volta sulle scene a Venezia durante il Carnevale del 1751: si tratta di una delle sedici commedie promesse al capocomico Girolamo Medebach. L'occasione di questa commedia romanzesca, il cui titolo originale suonava L'incognita perseguitata dal bravo impertinente, fu per il commediografo veneziano la necessità di misurarsi con l'abate Chiari, che aveva messo in scena al Teatro San Samuele di Venezia tre lavori ricavati dal romanzo picaresco del 1749 Tom Jones di Henry Fielding. L'esito risultò deludente e la commedia rimase senza storia.

## Trama
Aversa, Regno di Napoli. Coperta da Colombina, la fuga d'amore di Florindo e Rosaura (perseguitata dal perfido Lelio, figlio dell'onorato mercante Pantalone). Rosaura trova rifugio presso il conte Ottavio, suscitando la pericolosa gelosia di Beatrice, sua moglie. Dopo vari colpi di scena, si scoprirà che Rosaura è in realtà Teodora, contessa dell'Isola, figlia del conte Ernesto, il quale aveva promesso in sposa sua figlia a un nobile olandese. Alla fine l'amore tra Florindo e Rosaura verrà coronato, Lelio punito.

## Poetica
Nella prefazione all'edizione a stampa, l'autore specifica: Questa è una commedia romanzesca, perché nel giro di poche ore una moltitudine di accidenti comprende inaspettati e strani, e talor sorprendenti; tuttavolta però studiato ho di condurli in maniera tale, che non abbiano a dirsi impossibili o inverisimili, ma solo da una estraordinaria combinazione diretti.